# Pointe Laborde
Pour les articles homonymes, voir Laborde.
La pointe Laborde est un cap de la Guadeloupe situé en Grande-Terre sur la commune d'Anse-Bertrand.

## Géographie
La pointe Laborde forme avec la pointe de la Petite Vigie la plage de l'Anse Laborde. La baignade est interdite auprès de la pointe en raison de courants violents.